# Drużynowe Mistrzostwa Polski w squasha
Drużynowe Mistrzostwa Polski w squasha (Polska Liga Squasha) – prowadzone cyklicznie rozgrywki, mające na celu wyłonienie najlepszej męskiej i żeńskiej drużyny w squasha w Polsce.
Rozgrywki Polskiej Ligi Squasha składają się z fazy wstępnej, która odbywa się w regionach (województwach) poprzez rozegranie serii kolejek ligowych. Drużyny uczestniczące w rozgrywkach w danym regionie są podzielone na dywizje. Najlepsze zespoły z najwyższych dywizji w poszczególnych regionach kwalifikują się do fazy finałowej czyli Finału Drużynowych Mistrzostw Polski. W zawodach finałowych wyłaniani są medaliści Mistrzostw Polski.

## Mężczyźni
| Rok  | I miejsce                                            | II miejsce                                                   | III miejsce                                    |
| ---- | ---------------------------------------------------- | ------------------------------------------------------------ | ---------------------------------------------- |
| 2010 | McWil – Dunlop Squash4You                            | Quick Nick 1                                                 | Racquet                                        |
| 2011 | Kahuna Team 1                                        | McWil – Harrow Squash4You                                    | Squashmania Quick – Nick 1                     |
| 2012 | Fresh Team                                           | Kahuna Karakal                                               | McWil Edmar Squash4You Team 1                  |
| 2013 | McWIL - Harrow Squash4You Team 1                     | Simple Kahuna Team 1                                         | Squash City Karakal Team                       |
| 2014 | Simple Kahuna Team 1                                 | McWIL Harrow Squash4You 1                                    | McWIL Harrow Squash4You 2                      |
| 2015 | Milon Kahuna Team                                    | SNS Foods-McWIL Squash4you Team 1                            | Squash City Team & EUVIC Team                  |
| 2016 | Squash City Team & EUVIC Team                        | Milon Kahuna Team                                            | CityFit Squash Team                            |
| 2017 | PURETECH Kahuna                                      | Squash City & Euvic Team                                     | SNS Foods McWil Squash4You Team Kraków         |
| 2018 | PURETECH Kahuna                                      | Squash City & Euvic Team                                     | AZS Łódź & Dunlop Sport Squash Team            |
| 2019 | PURETECH Kahuna (Warszawa)                           | Dunlop Sport Squash Team (Łódź)                              | Squash4you Team powered by MMSPORT.PL (Kraków) |
| 2020 | Enjoy Squash Team 1 (Bielsko-Biała)                  | Squash City & Euvic Team (Warszawa)                          | S4S Squash For Silesia T1 (Bytom)              |
| 2021 | S4S Squash For Silesia T1 (Bytom)                    | Streamsoft Squash4You powered by MMSPORT.pl (Kraków)         | SquashPoint Bydgoszcz Team (Bydgoszcz)         |
| 2022 | Streamsoft Squash4You powered by MMSPORT.pl (Kraków) | Aplikuj.pl Enjoy Squash Team (Bielsko-Biała)                 | SquashPoint Bydgoszcz Team (Bydgoszcz)         |
| 2023 | Streamsoft Squash4You powered by MMSPORT.pl (Kraków) | NORDSTAFF 11punkt Pro Team (Poznań)                          | Atras Squash Team (Kraków)                     |
| 2024 | SNS Foods 11punkt Men's Crew (Poznań)                | Atras Squash Team (Kraków)                                   | S4S Serwitech ProTeam Orzech (Orzech)          |
| 2025 | SNS Foods 11punkt Men's Crew (Poznań)                | Streamsoft-Promerol Squash4You powered by MMSPORT.p (Kraków) | WISAGER Squash Team Jastrzębie-Zdrój           |

## Kobiety
| Rok  | I miejsce                              | II miejsce                             | III miejsce                            |
| ---- | -------------------------------------- | -------------------------------------- | -------------------------------------- |
| 2010 | McWil – Dunlop Squash4You              | Quick Nick 1                           | -                                      |
| 2011 | Kahuna Team                            | McWil – Harrow Squash4You              | Squashmania Quick – Nick 1             |
| 2012 | McWil – Harrow Squash4You              | Malaka Ladies Team                     | MySquash Ladies                        |
| 2013 | Malaka Squash Ladies Team              | Simple Kahuna Team                     | McWIL – Harrow Squash4You Team 1       |
| 2014 | Malaka Ladies Squash Team              | Simple Kahuna Team 1                   | Created to fight MySquash Ladies       |
| 2015 | Malaka Squash Ladies Team              | Lifestyles.expert Squash4You Kraków    | MySquash Girls                         |
| 2016 | Squash and More Hitgirls               | Squash City & EUVIC Team               | Hasta la Vista                         |
| 2017 | PURETECH Kahuna Team                   | Squash and More Hitgirls               | Squash City & Euvic Team               |
| 2018 | PURETECH Kahuna Team                   | 11punkt Girls Crew                     | Squash And More Hit Girls              |
| 2019 | 11punkt Girls Crew                     | SquashPoint (Bydgoszcz)                | PURETECH Kahuna Team (Warszawa)        |
| 2020 | SquashPoint (Bydgoszcz)                | 11punkt Girls Crew NordStaff (Poznań)  | Super Truskawki (Wrocław)              |
| 2021 | 11punkt Girls Crew NordStaff (Poznań)  | SquashPoint Bydgoszcz Team (Bydgoszcz) | Super Truskawki (Wrocław)              |
| 2022 | SquashPoint Bydgoszcz Team (Bydgoszcz) | 11punkt Girls Crew NordStaff (Poznań)  | Atomówki (Wrocław)                     |
| 2023 | PGE Hugonacademy (Szczecin)            | 11punkt Girls Crew NordStaff (Poznań)  | Super Truskawki (Wrocław)              |
| 2024 | SNS Foods 11punkt Girl's Crew (Poznań) | Biała Szuflada Hugonacademy (Szczecin) | S4S Serwitech ProTeam Orzech           |
| 2025 | S4S ProTeam Orzech                     | SNS Foods 11punkt Girl's Crew (Poznań) | Biała Szuflada Hugonacademy (Szczecin) |